# Barbara Hamilton
Pour les articles homonymes, voir Hamilton.
Barbara Hamilton est une actrice canadienne née le 11 décembre 1926 à Kingston (Canada), morte le 7 février 1996 à Toronto.

## Filmographie
- 1948 : Si bémol et fa dièse (A Song Is Born) d'Howard Hawks : Woman at Dorsey Club
- 1950 : Come Dance with Me (en) de Mario Zampi : Stage Girl
- 1950 : The Lady Craved Excitement (en) de Godfrey Grayson : Chorus Girl
- 1952 : Stopwatch and Listen (en) (série télévisée)
- 1952 : Sunshine Sketches (en) (série télévisée) : Poet's Wife
- 1954 : Howdy Doody (série télévisée) : Willow (later episodes)
- 1956 : Is It a Woman's World?
- 1956 : Anne of Green Gables (en) (TV) de Donald Harron: Shop Assistant
- 1959 : A Dangerous Age de Sidney J. Furie
- 1960 : Just Mary (en) (série télévisée)
- 1961 : One Plus One : (segment « Baby »)
- 1961 : Razzle Dazzle (en) (série télévisée) : Mother Mayonnaise
- 1963 : The Forest Rangers (série télévisée) : Mrs. Aggie Apple (1964)
- 1972 : Year of the Yahoo! : Barbara
- 1972 : Anne of Green Gables (en) (feuilleton TV) : Marilla Cuthbert
- 1973 : Delilah (en) (série télévisée) : Aunt Peggy
- 1974 : And That's the News, Goodnight (série télévisée) : Valeda Drain Farquharson / Charles Rosedale / others
- 1975 : Anne of Avonlea (en) (feuilleton TV) : Marilla Cuthbert
- 1978 : Mathmakers (en) (série télévisée)
- 1979 : L'Amour sur béquilles (Lost and Found) de Melvin Frank : Mrs. Bryce
- 1981 : B.C.: A Special Christmas (TV) : Fat Broad
- 1985 : Check It Out (série télévisée) : Mrs. Cobb
- 1988 : Hot Paint (TV)
- 1989 : Glory! Glory! (en) (TV) : Selma
- 1990 : Clarence (TV) : Mrs. Duckworth, the loan officer
- 1992 : Change of Heart (en) : Aunt Bea
- 1994 : Car 54, Where Are You? de Bill Fishman (en) : Mrs. Muldoon
- 1996 : Bogus de Norman Jewison : Mrs. Partridge